# Avenue Raymond Poincaré
Koordinaten: 48° 52′ N, 2° 17′ O
Die Avenue Raymond Poincaré ist eine 950 Meter lange und 23,5 Meter breite Straße im 16. Arrondissement von Paris.

## Lage
Die Straße beginnt bei Nummer 6, Place du Trocadéro-et-du-11-Novembre und endet bei Nummer 39, Avenue Foch. Die Avenue Raymond Poincaré bildet zusammen mit der nördlich der Avenue Foch gelegenen Avenue de Malakoff die Grenze zwischen den Quartiers Porte Dauphine im Westen und Chaillot im Osten.

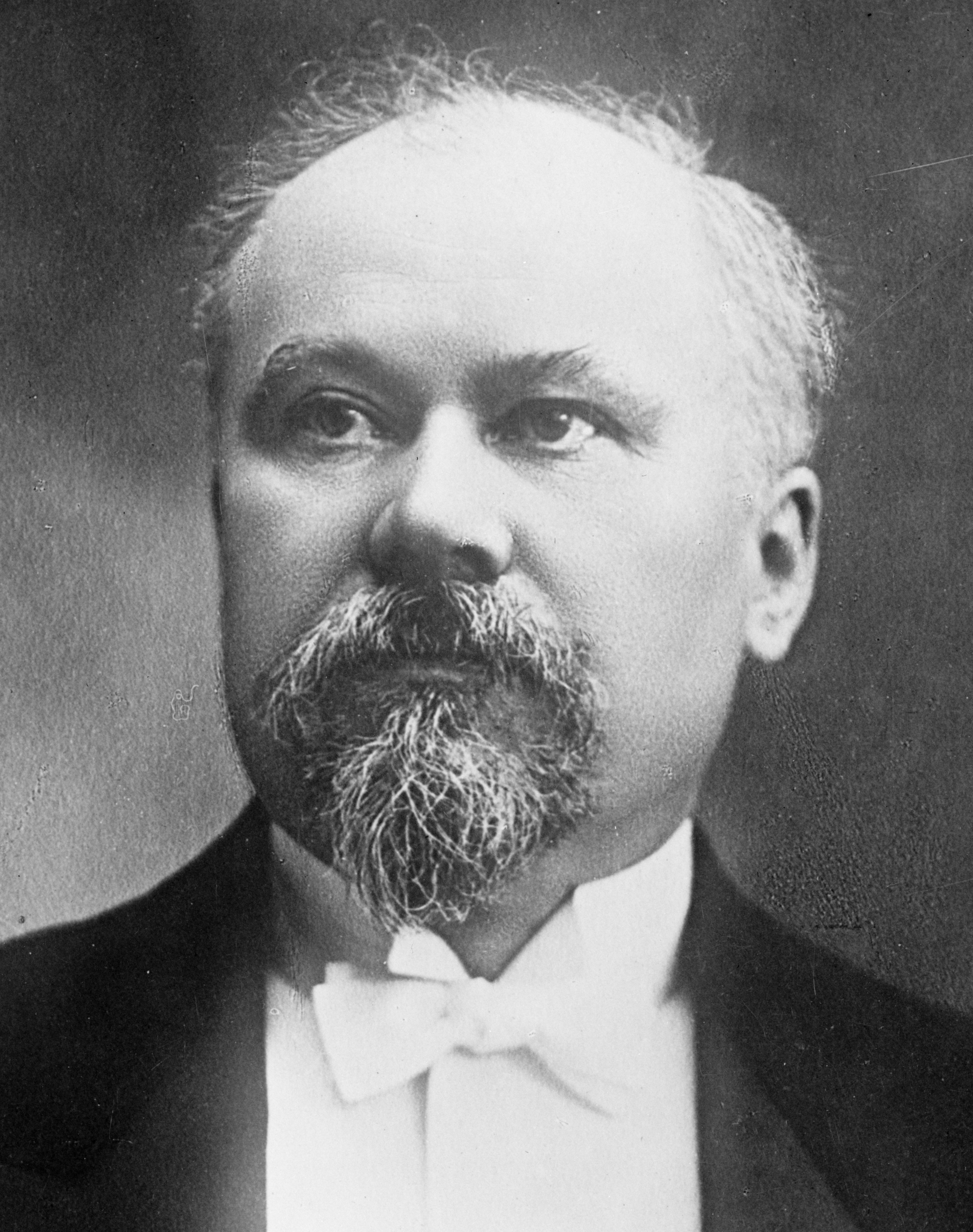
Raymond Poincaré
1914

## Namensursprung
Die Straße ist benannt nach dem Politiker Raymond Poincaré (1860–1934), der von 1913 bis 1920 Staatspräsident von Frankreich war.

## Geschichte
Die Avenue Raymond-Poincaré wurde, wie der gesamte Bezirk der Plaine de Passy, erst in den 1850er Jahren gebaut, nachdem 1854 die Avenue de l'Impératrice, die heutige Avenue Foch, und die Ligne d’Auteuil mit dem Bahnhof Porte-Dauphine eröffnet worden waren, wie aus den Plänen aus der Mitte des Jahrhunderts hervorgeht, die eine auf den südöstlichen Teil der Avenue begrenzte Bebauung zeigen.

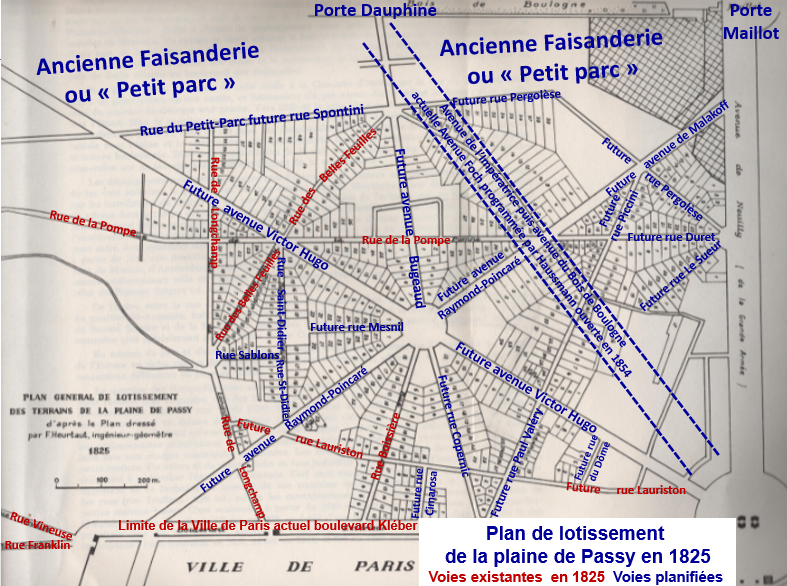
Wohnbebauung der Plaine de Passy von 1825
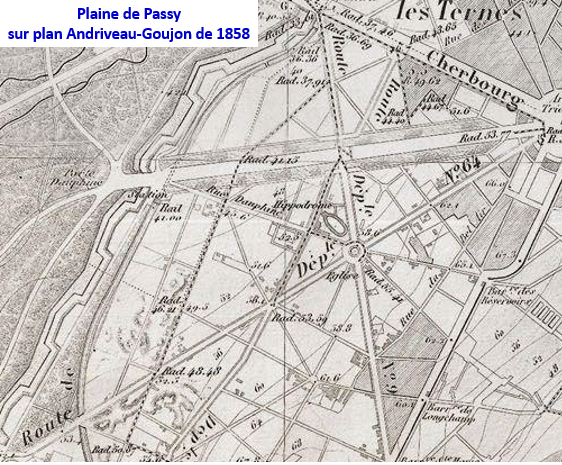
Plaine de Passy im Jahr 1858

## Sehenswürdigkeiten
- Nr. 13: Botschaft von Uganda
- Nr. 27: Wohnung des ehemaligen Präsidenten des französischen Senats, Gaston Monnerville
- Nr. 55–57 Marriott-Gruppe gehörende Luxushotel Le Parc Trocadéro
- Nr. 61–63: Gebäude im Stil Art déco (1928)
- Nr. 62: Wohnung des Schriftstellers und Malers Jean Cocteau (1889–1963)
- Nr. 66: Église Saint-Honoré-d'Eylau
- Nr. 102: Botschaft der Republik Côte d’Ivoire
- Nr. 104: Botschaft Georgiens
- Nr. 101–105: Wohnung des US-amerikanischen Zahnchirurgen Thomas W. Evans (1823–1897).[1]

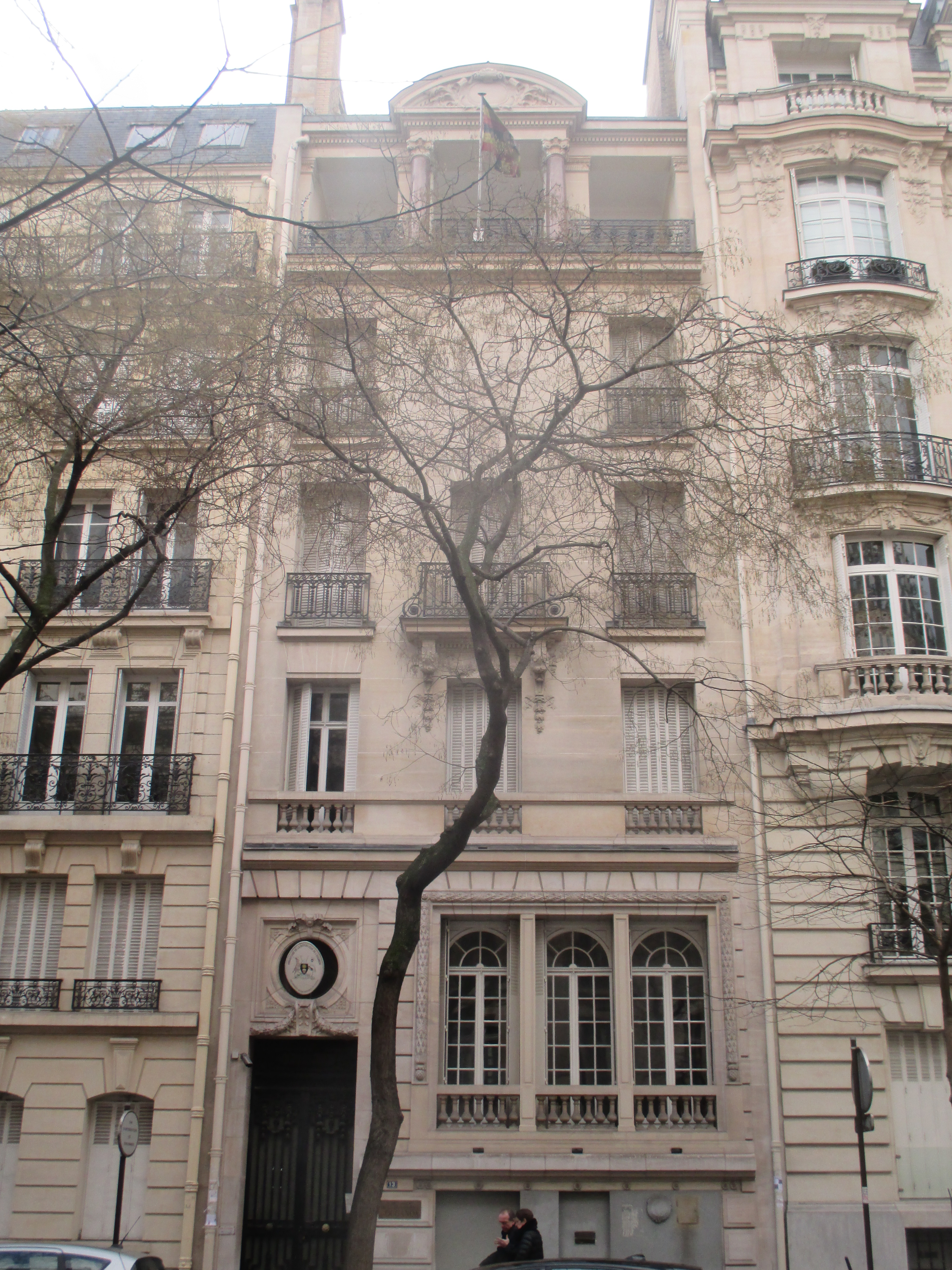
Botschaft von Uganda
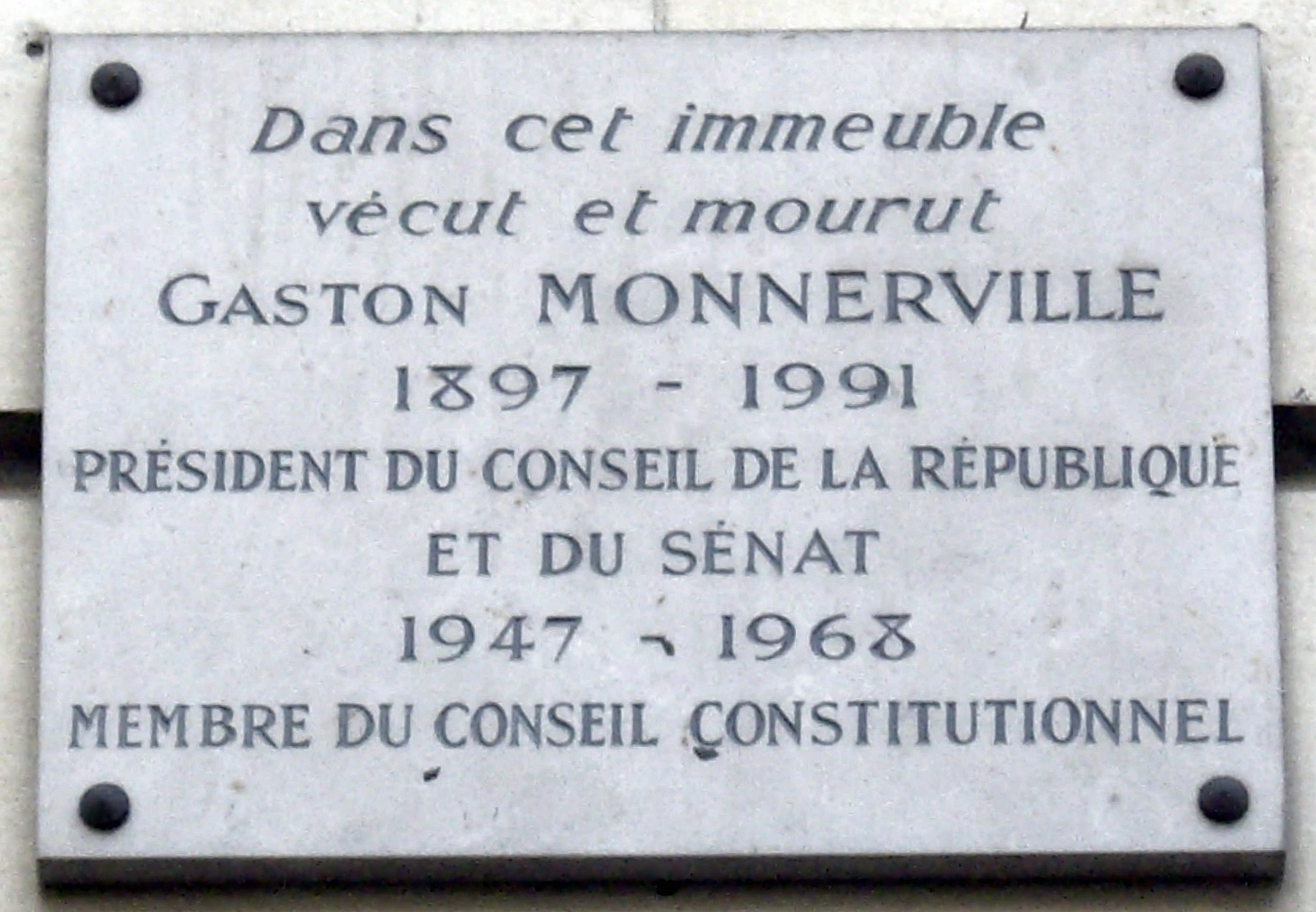
Erinnerungstafel an Gaston Monnerville
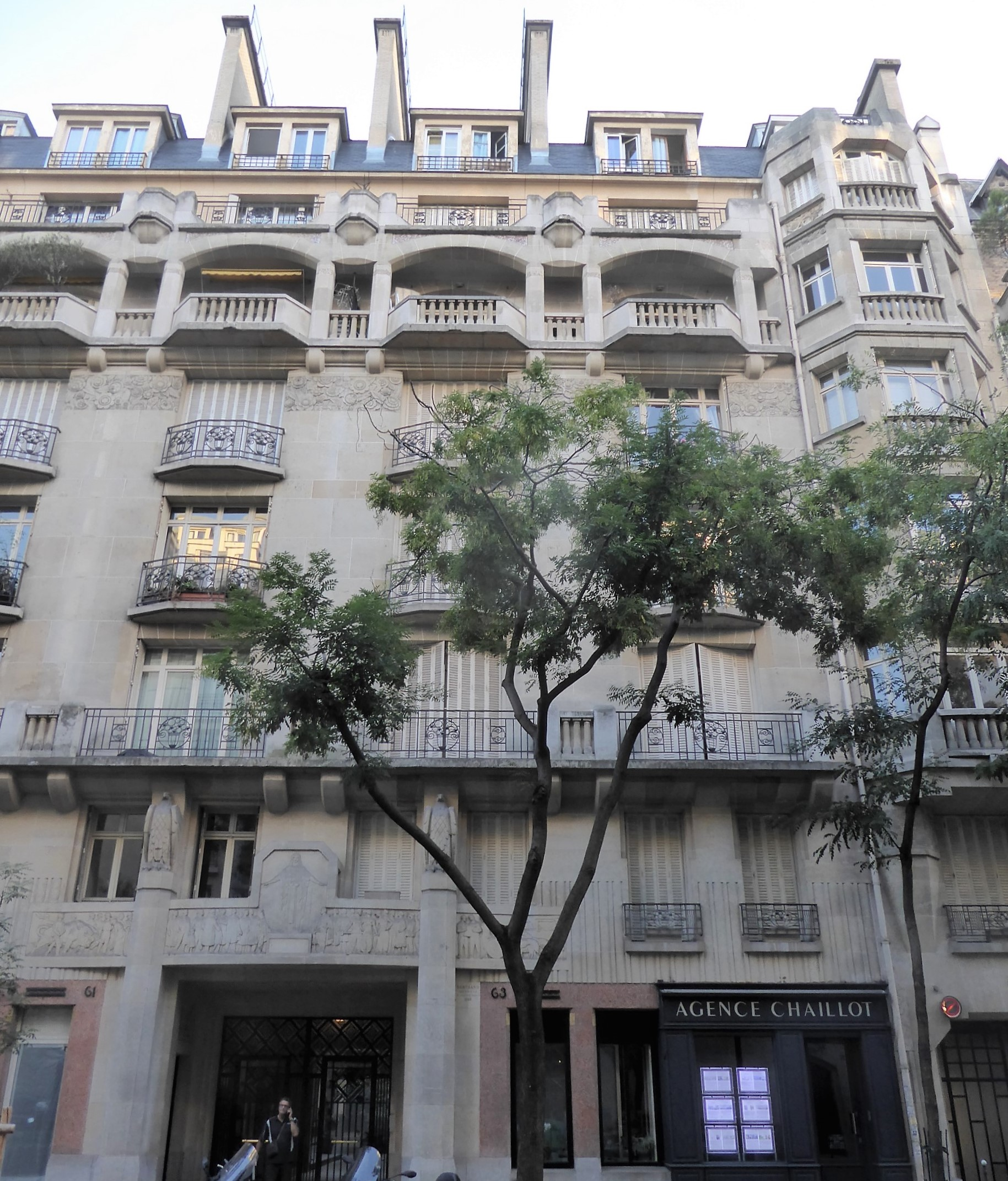
Gebäude im Stil Art déco
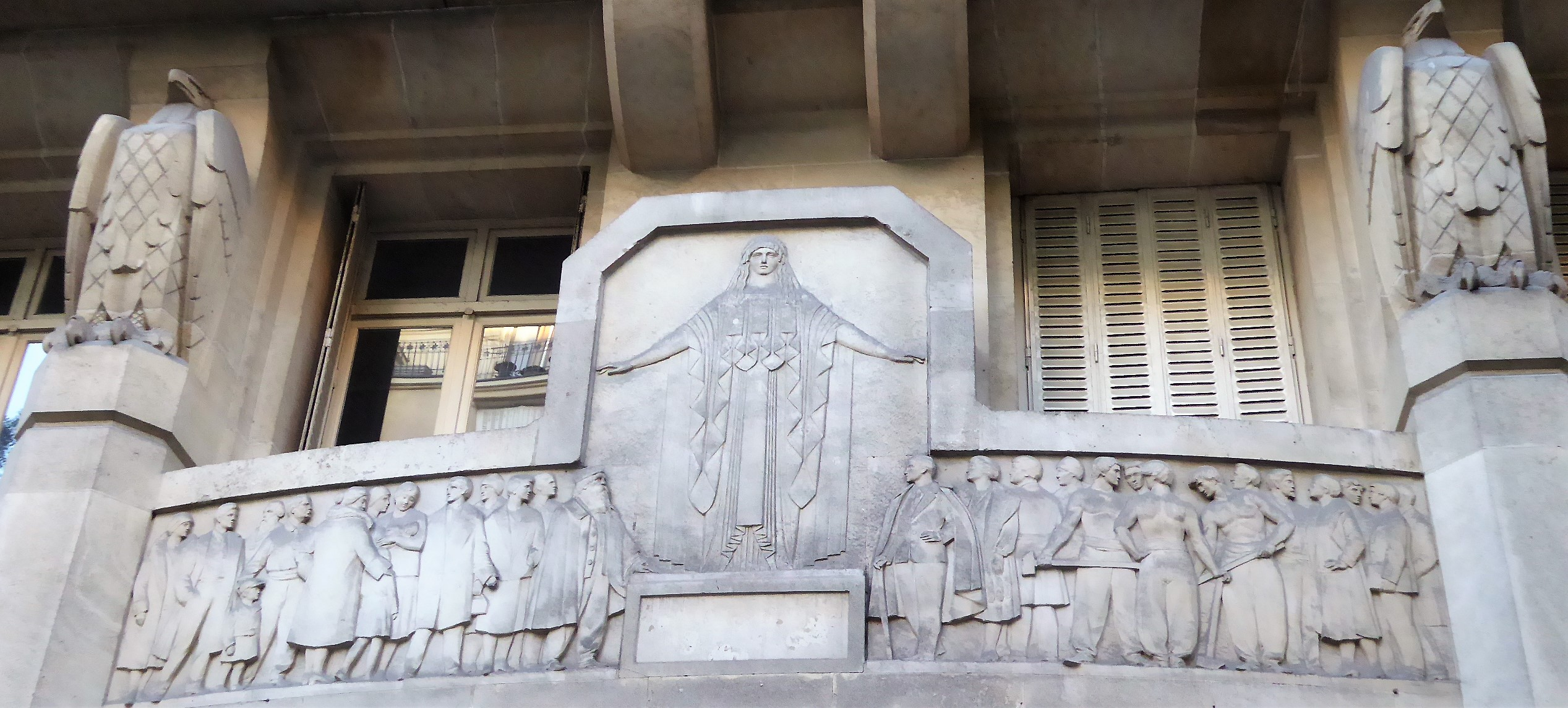
Relief an Nr. 61–65
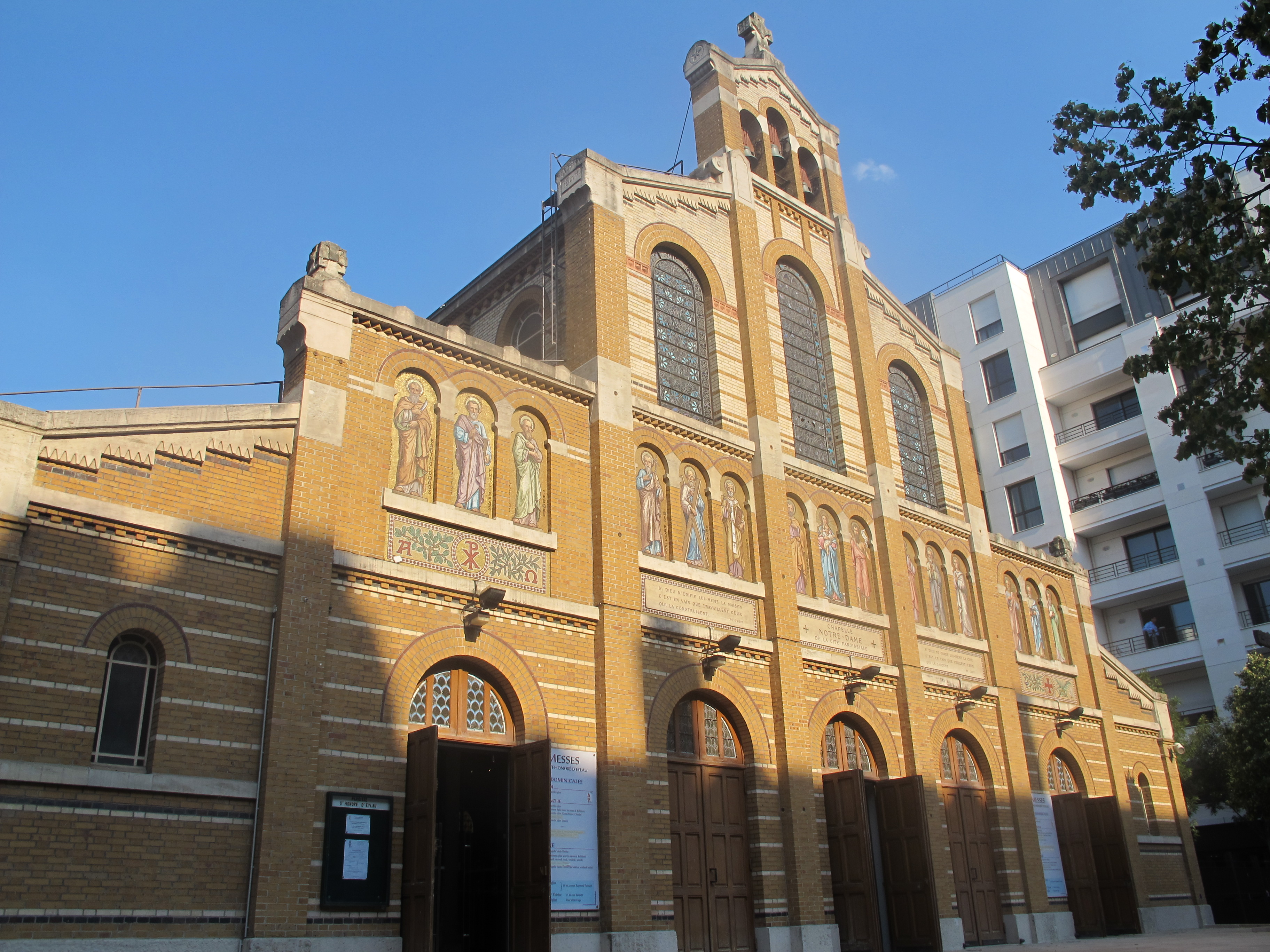
Église Saint-Honoré-d'Eylau
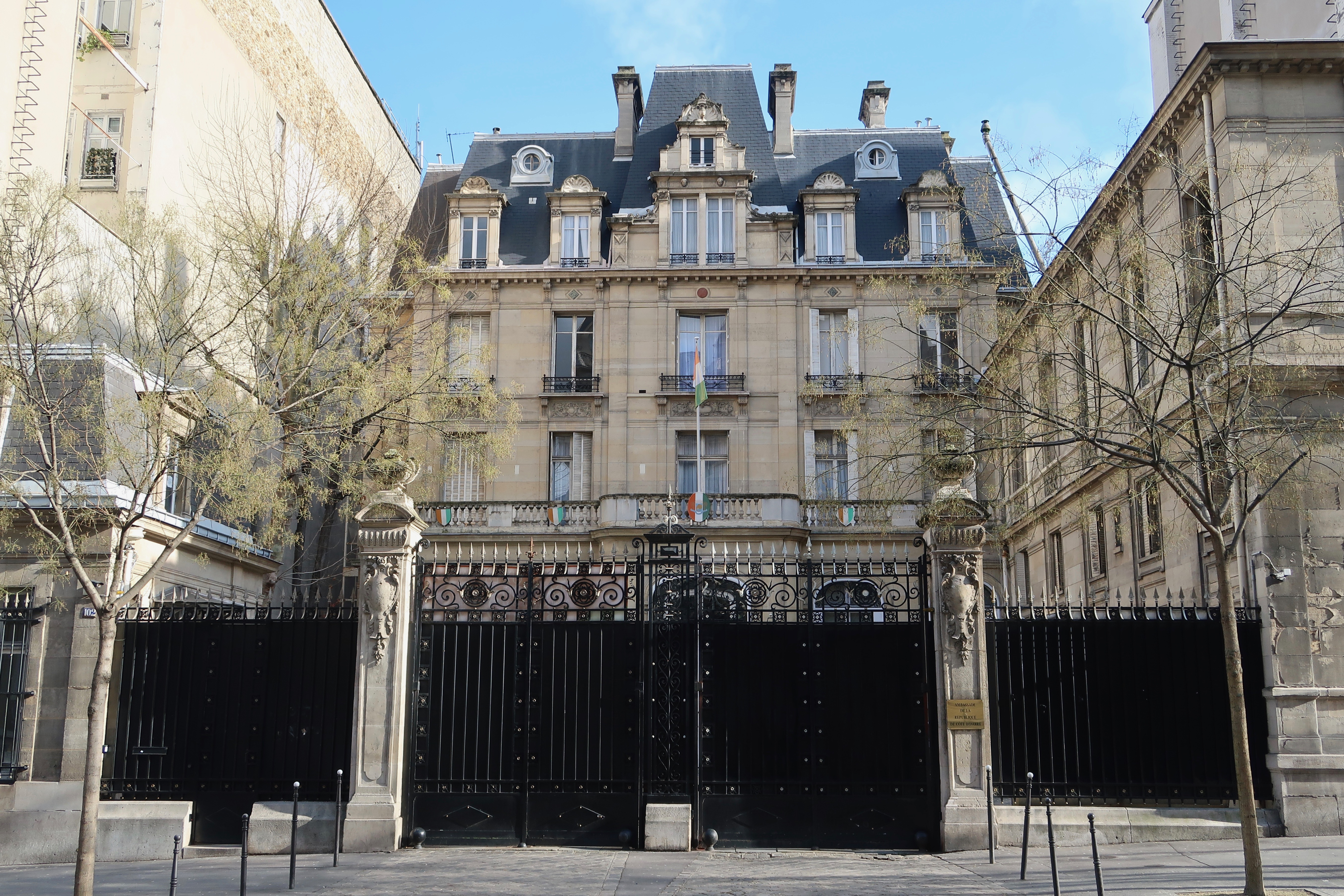
Botschaft der Elfenbeinküste